# Championnats d'Europe de pentathlon moderne 2019
Navigation
Championnats d'Europe 2018 Championnats d'Europe 2021
La vingt-huitième édition des championnats d'Europe de pentathlon moderne 2019 a lieu du 6 au 11 août 2019 à Bath, au Royaume-Uni.

## Résultats

### Hommes
| Épreuve     | Or                                                           | Or                                                           | Or                                                           | Or                                                           | Or        | Argent                                                   | Argent                                                   | Argent                                                   | Argent                                                   | Argent    | Bronze                                            | Bronze                                            | Bronze                                            | Bronze                                            | Bronze    |
| Individuel  | James Cooke                                                  | James Cooke                                                  | James Cooke                                                  | James Cooke                                                  | 1 477 pts | Valentin Prades                                          | Valentin Prades                                          | Valentin Prades                                          | Valentin Prades                                          | 1 464 pts | Martin Vlach                                      | Martin Vlach                                      | Martin Vlach                                      | Martin Vlach                                      | 1 460 pts |
| Individuel  | 251                                                          | 314                                                          | 275                                                          | 637                                                          | 1 477 pts | 244                                                      | 295                                                      | 281                                                      | 644                                                      | 1 464 pts | 214                                               | 286                                               | 286                                               | 669                                               | 1 460 pts |
| Par équipes | Grande-Bretagne- James Cooke - Joseph Choong - Thomas Toolis | Grande-Bretagne- James Cooke - Joseph Choong - Thomas Toolis | Grande-Bretagne- James Cooke - Joseph Choong - Thomas Toolis | Grande-Bretagne- James Cooke - Joseph Choong - Thomas Toolis | 4 333 pts | France- Valentin Prades - Valentin Belaud - Brice Loubet | France- Valentin Prades - Valentin Belaud - Brice Loubet | France- Valentin Prades - Valentin Belaud - Brice Loubet | France- Valentin Prades - Valentin Belaud - Brice Loubet | 4 304 pts | Tchéquie- Martin Vlach - Jan Kuf - Ondřej Polívka | Tchéquie- Martin Vlach - Jan Kuf - Ondřej Polívka | Tchéquie- Martin Vlach - Jan Kuf - Ondřej Polívka | Tchéquie- Martin Vlach - Jan Kuf - Ondřej Polívka | 4 278 pts |
| Relais      | Grande-Bretagne- Oliver Murray - Myles Pillage               | Grande-Bretagne- Oliver Murray - Myles Pillage               | Grande-Bretagne- Oliver Murray - Myles Pillage               | Grande-Bretagne- Oliver Murray - Myles Pillage               | 1 493 pts | Ukraine- Andriy Fedechko - Vladyslav Rydvanskyi          | Ukraine- Andriy Fedechko - Vladyslav Rydvanskyi          | Ukraine- Andriy Fedechko - Vladyslav Rydvanskyi          | Ukraine- Andriy Fedechko - Vladyslav Rydvanskyi          | 1 489 pts | Hongrie- Richárd Bereczki - István Málits         | Hongrie- Richárd Bereczki - István Málits         | Hongrie- Richárd Bereczki - István Málits         | Hongrie- Richárd Bereczki - István Málits         | 1 484 pts |
| Relais      | 190                                                          | 334                                                          | 293                                                          | 676                                                          | 1 493 pts | 220                                                      | 321                                                      | 293                                                      | 655                                                      | 1 489 pts | 231                                               | 315                                               | 272                                               | 666                                               | 1 484 pts |

### Femmes
| Épreuve     | Or                                                             | Or                                                             | Or                                                             | Or                                                             | Or        | Argent                                                                  | Argent                                                                  | Argent                                                                  | Argent                                                                  | Argent    | Bronze                                                                  | Bronze                                                                  | Bronze                                                                  | Bronze                                                                  | Bronze    |
| Individuel  | Laura Asadauskaitė                                             | Laura Asadauskaitė                                             | Laura Asadauskaitė                                             | Laura Asadauskaitė                                             | 1 390 pts | Kate French                                                             | Kate French                                                             | Kate French                                                             | Kate French                                                             | 1 381 pts | Iryna Prasiantsova                                                      | Iryna Prasiantsova                                                      | Iryna Prasiantsova                                                      | Iryna Prasiantsova                                                      | 1 364 pts |
| Individuel  | 228                                                            | 268                                                            | 284                                                            | 610                                                            | 1 390 pts | 230                                                                     | 274                                                                     | 296                                                                     | 581                                                                     | 1 381 pts | 262                                                                     | 260                                                                     | 283                                                                     | 559                                                                     | 1 364 pts |
| Par équipes | Grande-Bretagne- Kate French - Joanna Muir - Francesca Summers | Grande-Bretagne- Kate French - Joanna Muir - Francesca Summers | Grande-Bretagne- Kate French - Joanna Muir - Francesca Summers | Grande-Bretagne- Kate French - Joanna Muir - Francesca Summers | 4 074 pts | Biélorussie- Iryna Prasiantsova - Volha Silkina - Anastasiya Prokopenko | Biélorussie- Iryna Prasiantsova - Volha Silkina - Anastasiya Prokopenko | Biélorussie- Iryna Prasiantsova - Volha Silkina - Anastasiya Prokopenko | Biélorussie- Iryna Prasiantsova - Volha Silkina - Anastasiya Prokopenko | 4 029 pts | Lituanie- Laura Asadauskaitė - Ieva Serapinaitė - Gintarė Venčkauskaitė | Lituanie- Laura Asadauskaitė - Ieva Serapinaitė - Gintarė Venčkauskaitė | Lituanie- Laura Asadauskaitė - Ieva Serapinaitė - Gintarė Venčkauskaitė | Lituanie- Laura Asadauskaitė - Ieva Serapinaitė - Gintarė Venčkauskaitė | 3 992 pts |
| Relais      | Russie- Ekaterina Khuraskina - Anastasia Petrova               | Russie- Ekaterina Khuraskina - Anastasia Petrova               | Russie- Ekaterina Khuraskina - Anastasia Petrova               | Russie- Ekaterina Khuraskina - Anastasia Petrova               | 1 374 pts | Italie- Beatrice Mercuri - Irene Prampolini                             | Italie- Beatrice Mercuri - Irene Prampolini                             | Italie- Beatrice Mercuri - Irene Prampolini                             | Italie- Beatrice Mercuri - Irene Prampolini                             | 1 366 pts | Hongrie- Luca Bárta - Kamilla Réti                                      | Hongrie- Luca Bárta - Kamilla Réti                                      | Hongrie- Luca Bárta - Kamilla Réti                                      | Hongrie- Luca Bárta - Kamilla Réti                                      | 1 363 pts |
| Relais      | 203                                                            | 291                                                            | 300                                                            | 580                                                            | 1 374 pts | 187                                                                     | 298                                                                     | 286                                                                     | 595                                                                     | 1 366 pts | 216                                                                     | 288                                                                     | 281                                                                     | 578                                                                     | 1 363 pts |

### Mixte
| Épreuve | Or                                              | Or                                              | Or                                              | Or                                              | Or        | Argent                                   | Argent                                   | Argent                                   | Argent                                   | Argent    | Bronze                                       | Bronze                                       | Bronze                                       | Bronze                                       | Bronze    |
| Relais  | Grande-Bretagne- Kerenza Bryson - Myles Pillage | Grande-Bretagne- Kerenza Bryson - Myles Pillage | Grande-Bretagne- Kerenza Bryson - Myles Pillage | Grande-Bretagne- Kerenza Bryson - Myles Pillage | 1 438 pts | Tchéquie- Eliška Přibylová - David Kindl | Tchéquie- Eliška Přibylová - David Kindl | Tchéquie- Eliška Přibylová - David Kindl | Tchéquie- Eliška Přibylová - David Kindl | 1 419 pts | Italie- Irene Prampolini - Valerio Grasselli | Italie- Irene Prampolini - Valerio Grasselli | Italie- Irene Prampolini - Valerio Grasselli | Italie- Irene Prampolini - Valerio Grasselli | 1 412 pts |
| Relais  | 238                                             | 318                                             | 286                                             | 596                                             | 1 438 pts | 208                                      | 300                                      | 281                                      | 630                                      | 1 419 pts | 208                                          | 301                                          | 286                                          | 617                                          | 1 412 pts |

## Tableau des médailles
Pays organisateur 
| Rang  | Nation          | Or | Argent | Bronze | Total |
| ----- | --------------- | -- | ------ | ------ | ----- |
| 1     | Grande-Bretagne | 5  | 1      | 0      | 6     |
| 2     | Lituanie        | 1  | 0      | 1      | 2     |
| 3     | Russie          | 1  | 0      | 0      | 1     |
| 4     | France          | 0  | 2      | 0      | 2     |
| 5     | Tchéquie        | 0  | 1      | 2      | 3     |
| 6     | Biélorussie     | 0  | 1      | 1      | 2     |
| 6     | Italie          | 0  | 1      | 1      | 2     |
| 8     | Ukraine         | 0  | 1      | 0      | 1     |
| 9     | Hongrie         | 0  | 0      | 2      | 2     |
| Total | Total           | 7  | 7      | 7      | 21    |